# ثلاثية إلوميناتوس
ثلاثية إلوميناتوس! ثلاثية روائية من تأليف روبرت شيا وروبرت أنتون ويلسون بين عامي 1969 و1971.
تصنف هذه الثلاثية على انها روائية خيالية علمية ساخرة من روح ما بعد الحداثة لا تخلو أيضا من مغامرة وتشويق، ولا تخلوأيضا من عناصر تتضمن أدوية نفسية وممارسات جنسية وحتى السحر الأسود. تدخل جميع هذه العناصر ضمن سياق نظريات مؤامرة تحوم حول اسم جماعة المستنيرون أو الإلوميناتي Illuminati كما يتصورها المؤلفون. حبكة القصة تتضمن تغير السرد من الراوي الأول إلى الثالث وتنقلات عبر الزمن. في هذا السياق تناقش القصة مواضيع متعددة وكثيفة تمتد من الثقافة المضادة إلى العددية numerology إلى الديانة الديسكوردية Discordianism.
الثلاثية حملت أسماء : عين في الهرم The Eye in the Pyramid، التفاحة الذهبية The Golden Apple، وأخيرا Leviathan طبعت كأجزاء منفصلة في سبتمبر 1975 حتى عام 1984 حيث بدأت طباعتها في مجلد واحد.